# Allocosa algoensis
Allocosa algoensis este o specie de păianjeni din genul Allocosa, familia Lycosidae. A fost descrisă pentru prima dată de Pocock, 1900. Conform Catalogue of Life specia Allocosa algoensis nu are subspecii cunoscute.